# Grażyna Kulczyk
Grażyna Maria Kulczyk, née le 5 novembre 1950 est une avocate, femmes d'affaires, collectionneuse d'art et philanthrope polonaise.  

## Biographie
Elle est diplômée en droit et en administration de l'Université Adam Mickiewicz de Poznań .  
Elle développe sa carrière dans le domaine de l'entreprenariat, le développement des nouvelles technologies et start-up dirigées par des femmes, avec un concept qui lui est propre dénommé 50/50 concept, dédiant 50% de ses investissements au business et 50% de ses investissement dans l'art et la culture.
Amatrice experte de l'art et de la danse contemporaine, elle constitue une importante collection d'oeuvres en apportant une large part aux artistes femmes et crée le Musée Susch en 2019.
Grażyna Kulczyk rejoint le conseil d'administration du Modern Women's Fund Committee du Museum of Modern Art de New York en 2015 . 
Elle fait partie des 200 plus grands collectionneurs et collectionneuses d'art du monde, répertoriés par ARTnews‘s Top 200 Collectors list,.

## Musée Susch
Le Muzeum Susch, fondé par Kulczyk, a ouvert ses portes le 2 janvier 2019 à Susch, en Suisse,.
Aménagé sur un site historique, d'une ancienne brasserie jouxtant un monastère du XIIeme siècle, le site est conçu pour offrir aux visiteurs une expérience d'art totale. Il accueille la collection Kulczyk mais également un centre de recherche, en collaboration avec Institut Kunst Basel : Instituto Susch/The Women’s Center for Excellence, des conférences et rencontres entre artistes et scientifiques : Disputaziuns Susch, et de travail sur la chorégraphie : Akziun Susch.
Présenté comme un musée d'art féministe par sa fondatrice,  centré sur le rôle des femmes dans les arts et les sciences,, il rassemble principalement des œuvres d'artistes d'avant-garde et contemporains renommés tels que Monika Sosnowska, Magdalena Abakanowicz, Piotr Uklański, Mirosław Bałka, Zofia Kulik, Paulina Olowska et Joanna Rajkowska .  
Le lieu est adossé à l'Institut Susch dont la directrice est Chus Martinez. 
Sous la direction de Mareike Dittmer il confie régulièrement à des curatrices extérieures le soin de mettre en place des expoositons d'envergures telles que « A Woman Looking at Men Looking at Women », par Kasia Redzisz, commissaire au Tate Liverpool, en 2019 ; ou en 2024 l'importante rétrospective de l'artiste estoniene Anu Põder par la curatrice italienne Cecilia Alemani.

## Vie privée
Grażyna Kulczyk s'est mariée et a divorcé de Jan Kulczyk (milliardaire polonais, décédé en 2015) avec qui elle a eu deux enfants, Dominika Kulczyk (née en 1977) et Sebastian Kulczyk (né en 1980),. 